# RS-1型柴油机车
RS-1型柴油机车是一种由美国机车公司和通用电气公司合作研制的电传动柴油机车，于1941年研制成功，至1960年停产共计生产469台。
RS-1型柴油机车是美国第一种按照干线调车机车形式设计的多用途柴油机车，适用于干线客货运、调车及小运转作业。1940年，岩岛铁路向美国机车公司接触，要求开发一种同时适用于支线运转及调车作业的1000马力柴油机车，以替换既有的蒸汽机车。RS-1型柴油机车为四轴干线调车机车，轴式Bo-Bo。由于调车机车需要频繁地换向操作，RS-1型柴油机车采用中置司机室布置，车体采用外走廊式罩式结构，以改善司机室的瞭望视角。以司机室为基准两边车体分别为长端及短端，其中长端车体内安置了一台柴油发电机组，而短端内通常设置了为旅客列车供暖的蒸汽锅炉。机车装用一台ALCO 539T型柴油机，为6气缸、直列式、带涡轮增压的四冲程柴油机，额定功率为1000马力，额定转速为每分钟740转。

## 参看
- RSC-1型柴油机车
- RSD-1型柴油机车